# Margaret Keane
Margaret D. H. Keane, född Peggy Doris Hawkins den 15 september 1927 i Nashville, Tennessee, död 26 juni 2022 i Napa, Kalifornien, var en amerikansk konstnär. Hennes mest välkända signum är hennes oljemålningar av sorgsna kvinnor, barn och djur med ovanligt stora ögon.

## Tidiga år
Keane växte upp i en metodistfamilj som tidigt lät henne utveckla sin konstnärstalang. Hon gick i konstskolor i Tennessee och i New York innan hon gifte sig med sin första make Frank Richard Ulbrich, som hon fick en dotter med. Efter skilsmässan flyttade hon i mitten av 50-talet till San Francisco där hon 1955 gifte sig med Walter Keane. Han umgicks med beatpoeter, rörde sig flitigt i stadens nattliv och hade problem med alkohol.

## Karriär
Margaret Keane var en av 1960-talets mest populära konstnärer men under lång tid tog hennes make äran för konstverken som såldes under namnet Keane, vilket hon inledningsvis var ovetande om. Konstverken sålde mycket bra och vykort och tryck med motiven sålde i miljontals exemplar i USA. Under 1960-talet började dock konstkritiker ge konstverken dålig kritik. 1965 skildes Margaret och Walter Keane men hon fortsatte ytterligare en period att leverera konstverk till honom och det dröjde till 1970 innan hon berättade för en reporter att det var hon som låg bakom konstverken. Vid det laget hade hon gift om sig med sportjournalisten Daniel Francis McGuire och flyttat till Hawaii. Walter Keane hävdade att Margaret ljög om vem som låg bakom konstverken och det juridiska erkännandet fick hon först 1986, då hon stämde honom och en fyra veckor lång rättegång hölls i Honolulu. Bland annat fick Margaret och Walter måla var sin tavla i rättssalen vilket Walter avböjde med hänvisning till att han hade en axelskada.
Efter flytten till Hawaii blev Margaret Keane Jehovas vittne och hennes motiv med sorgsna barn ersattes efter hand med hoppfullare uttryck. Sedan 1991 var hon bosatt i Napa County i Kalifornien.

## Big Eyes
Makarna Keanes relation skildras i långfilmen Big Eyes (2014) i regi av Tim Burton. Margaret Keane porträtteras i filmen av Amy Adams och Walter Keane spelas av Christoph Waltz. Adams belönades med en Golden Globe Award för sin insats i filmen.